# 土司空
土司空（英語：Diphda），也称为鯨魚座β（beta Ceti、简写β Cet）。是鲸鱼座最亮的恒星，视星等为2.02等，绝对星等为−0.31等。土司空位於夜空中的陰暗角落，所以人們可以很容易的觀察到它的位置。因為它距離地球僅96.3光年，所以土司空是距離最近的明亮恆星之一。

## 特徵

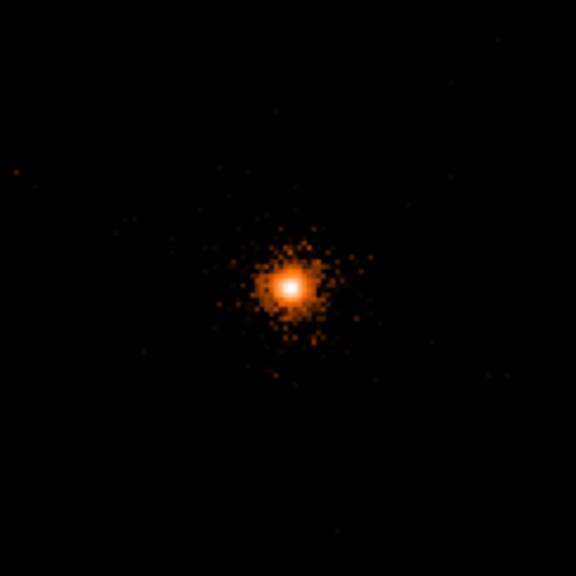
錢德拉X射線天文台拍攝的橙色巨星土司空照片

土司空的視星等為2.02等，是鯨魚座最明亮的恆星。這顆恆星被天文學家分類為K0 III型恆星，雖然有些天文學家認為應該是屬於G9.5 III型恆星，顯示土司空介於G型恆星與K型恆星之間。光度“III”表示土司空原本是一顆A型主序星，但是現今已經將核心的氫消耗殆盡，成為一顆巨星。土司空在通過紅巨星階段之後，它經歷了氦閃現象，目前正經由核心的氦熱核聚變來產生能量。土司空將在目前這種模式下停留超過100萬年之久。
這顆恆星的角直徑已經經過天文學家測量，經過周邊昏暗的調整後，數值大約是5.31 ± 0.06角分。根據視差測量的結果（範圍是太陽半徑的17倍），天文學家估計土司空距離地球為96.3光年（29.5秒差距）。恆星外層的有效溫度約為4797K，所以土司空帶有K型恆星的橙色特徵。儘管它的溫度比太陽還低，土司空的亮度大約是太陽亮度的145倍，質量則是太陽質量的2.8倍。
這顆恆星持續進行氦熱核聚變，有時會產生隨機性的耀斑爆發，導致土司空的亮度增加，並持續數天的之久。土司空的耀斑爆發比太陽活動更久，太陽的耀斑爆發時間通常以小時來計算。2005年，歐洲空間局的XMM-牛頓衛星偵測到一次不尋常的耀斑爆發。它發出的X射線光度大約是太陽的2000倍，也讓錢德拉X射線天文台得以拍攝土司空的相關照片。

## 詞源
土司空在阿拉伯語中被稱為ألضنبألقيتوسألجنوب ，表示「鯨魚南方的尾巴」。土司空的另一個名稱則是“青蛙”，來自於阿拉伯語الضفدعالثاني （意為第二隻青蛙，第一隻青蛙則是北落師門）。
在中國天文學中，鯨魚座β被稱為土司空，意思是負責土木建造的官員，屬於奎宿。土司空被R·H·艾倫西化為Too Sze Kung，意思是土木建造的監督者。

## 外部連結
- Deneb Kaitos （页面存档备份，存于）
- Beta Ceti: Giant Star's Corona Brightens with Age（页面存档备份，存于）
- SIMBAD （页面存档备份，存于）
- sur Stars